# 박한용 (1951년)
박한용(1951년 4월 13일 ~ 2019년 8월 27일)은 대한민국의 기업인이다. 포스코의 대표이사를 맡았다. 동래고등학교와 고려대학교 통계학과를 졸업하였다.

## 경력
- 1978년 : 포스코 입사
- 1997년 ~ 2003년	포스코 홍보실, 열연판매실 실장
- 2003년 ~ 2004년	포스코 열연판매실, 후판선재판매실 상무대우
- 2004년 ~ 2007년	포스코 감사실, 자재구매실, 외주실 상무
- 2007년 ~ 2009년	포스코 경영지원부문 인력자원실 전무
- 2009년 ~	포스데이타 대표이사 ,한국소프트웨어산업협회 회장,포스코 ICT 대표이사
- 2010년 ~	포스코 경영지원총괄 부사장, 사내이사
- 2011년 ~ : 포스코 대표이사
- 2019년～：악성 림프종에 의해 타계

## 직무별 주요 활동
1. 박한용 홍보실장 활동, <<한국경제>> - 2000년 8월 9일[1]
2. 박한용 열연판매실장, <<한국경제>> - 2002년 2월 22일[2]
3. 박한용 자재구매실 상무, <<mbn>> - 2006년 5월 31일[3]
4. 박한용 경영지원부문 인력자원실 전무, <<EBN 스틸뉴스>> – 2007년 12월 14일[4]
5. 박한용 포스코 ICT 대표이사 사장, <<경북일보>> – 2010년 1월 12일[5]
6. 박한용 포스코 부사장, <<NEWSIS>> – 2010년 3월 10일[6]
7. 박한용 포스코 대표이사 사장 취임, <<EBN>> – 2012년 3월 16일[7]

## 같이 보기
- 포스코
- 포스코ict
- 정준양

## 참조
1. ↑  https://news.naver.com/main/read.nhn?mode=LSD&mid=sec&sid1=101&oid=015&aid=0000265218
2. ↑  https://news.naver.com/main/read.nhn?mode=LSD&mid=sec&sid1=101&oid=015&aid=0000481219
3. ↑  https://news.naver.com/main/read.nhn?mode=LSD&mid=sec&sid1=115&oid=057&aid=0000039755
4. ↑  http://steel.ebn.co.kr/news/n_view.html?id=65557&keys=49&kind=menu1_code%5B깨진+링크(과거+내용+찾기)%5D
5. ↑  http://www.kyongbuk.co.kr/main/news/news_content.php?id=469451&news_area=050&news_divide=05009&news_local=&effect=4%5B깨진+링크(과거+내용+찾기)%5D
6. ↑  https://news.naver.com/main/read.nhn?mode=LSD&mid=sec&sid1=102&oid=003&aid=0003129433
7. ↑  http://www.ebn.co.kr/news/n_view.html?id=545742